# Eremias grammica
Eremias grammica este o specie de șopârle din genul Eremias, familia Lacertidae, ordinul Squamata, descrisă de Martin Lichtenstein în anul 1823. Conform Catalogue of Life specia Eremias grammica nu are subspecii cunoscute.